# Stephen Gaukroger
Stephen Gaukroger, (né le 9 juillet 1950 et mort le 3 septembre 2023) est un philosophe et universitaire britannique-australien. Il est professeur émérite d'histoire de la philosophie et des sciences à l'université de Sydney. 

## Biographie
Stephen Gaukroger naît à Oldham dans le Lancashire et obtient son diplôme de philosophie au Birkbeck College de l'université de Londres. Il poursuit ses études au Darwin College, à Cambridge, et obtient un doctorat d'histoire et de philosophie des sciences en 1977. Il fait un postdoctorat à Clare Hall en 1977, puis en 1978, obtient un contrat postdoctoral à l'université de Melbourne. Il est nommé à l'université de Sydney en 1981 dont il est professeur émérite.
Stephen Gaukroger meurt le 3 septembre 2023 à l'âge de 73 ans,.

## Travail
Stephen Gaukroger est spécialiste à la philosophie moderne, et s'intéresse à la pensée de Francis Bacon, et de René Descartes, auteur auquel il consacre une biographie en 1995, Descartes: An Intellectual Biography,. Il participe à un projet de recherche sur l'émergence d'une culture scientifique, qui donne lieu à la publication de quatre ouvrages, The Emergence of a Scientific Culture: Science and the Shaping of Modernity, 1210-1685 (2006), The Collapse of Mechanism and the Rise of Sensibility: Science and the Shaping of Modernity, 1680-1760 (2010), and The Natural and the Human: Science and the Shaping of Modernity, 1739-1841 (2016) et Civilization and The Culture of Science: Science and the Shaping of Modernity, 1795-1935, en 2020.

## Hommages et distinctions
Gaukroger est élu membre de l'Australian Academy of Humanities en 1992, membre de la Royal Society de Galles du Sud en 2016, membre de la Royal Historical Society en 2016, membre correspondant de l'Académie internationale d'histoire des sciences en 2007 puis membre titulaire en 2016. En 2003, il reçoit la médaille du centenaire australien. 

## Publications
- Explanatory Structures: Concepts of Explanation in Early Physics and Philosophy, Harvester Press, 1978.  (ISBN 0855277238)
- Cartesian Logic: An Essay on Descartes’ Conception of Inference, Oxford University Press, 1989  (ISBN 0-19-824825-3)
- Arnauld: On True and False Ideas, Manchester: Manchester University Press, 1990  (ISBN 0-7190-3203-2)
- Descartes, An Intellectual Biography, Oxford University Press, 1995  (ISBN 0-19-823994-7)
- Descartes: The World and Other Writings, Cambridge University Press, 1998  (ISBN 0-521-63158-0)
- Francis Bacon and the Transformation of Early-Modern Philosophy, Cambridge University Press, 2001  (ISBN 0-521-80154-0)
- Descartes’ System of Natural Philosophy, Cambridge University Press, 2002  (ISBN 0-521-80897-9)
- The Emergence of a Scientific Culture: Science and the Shaping of Modernity. 1210-1685, Oxford University Press, 2006  (ISBN 0-19-929644-8)
- The Collapse of Mechanism and the Rise of Sensibility: Science and the Shaping of Modernity, 1680-1760, Oxford University Press, 2010  (ISBN 978-0-19-959493-1)
- Objectivity: A Very Short Introduction, Oxford: Oxford University Press, 2012.  (ISBN 978-0-19-960669-6)
- Le Monde en images. Voir, représenter, savoir, de Descartes à Leibniz, avec Frédérique Aït-Touati, Paris: Classiques Garnier, 2015.  (ISBN 978-2-8124-2589-9)
- The Natural and the Human: Science and the Shaping of Modernity, 1739-1841, Oxford University Press, 2016.  (ISBN 978-0-19-875763-4)
- Civilization and the Culture of Science: Science and the Shaping of Modernity, 1795-1935, Oxford University Press, 2020.

### Ouvrages collectifs
- Descartes: Philosophy, Mathematics and Physics, Harvester Press, 1980  (ISBN 0-85527-798-X)
- The Uses of Antiquity: The Scientific Revolution and the Classical Tradition, Kluwer, 1991  (ISBN 0-7923-1130-2)
- The Soft Underbelly of Reason: The Passions in the Seventeeth-Century, Routledge, 1998  (ISBN 0-415-17054-0)
- avec John Schuster et John Sutton. Descartes’ Natural Philosophy, Routledge, 2000  (ISBN 0-415-21993-0)
- avec Conal Condren et Ian Hunter. The Philosopher in Early Modern Europe: The Nature of a Contested Identity, Cambridge University Press, 2006  (ISBN 0-521-86646-4)
- The Blackwell Guide to Descartes’ Meditations, Blackwell, 2006  (ISBN 1-4051-1875-X)[11]
- Descartes’ Treatise on Man and its Reception avec Delphine Antoine-Mahut, Oxford University Press, 2017  (ISBN 978-0-19-877964-3)
- Traité de Descartes sur l'homme et sa réception, avec Delphine Antoine-Mahut, Springer, 2017  (ISBN 978-3-319-46987-4)
- Knowledge in Modern Philosophy, Bloomsbury, 2018  (ISBN 978-1-474-25887-6)